# San Francesco d’Assisi ad Acilia
San Francesco d’Assisi ad Acilia (lateinisch: Sancti Francisci Assisiensis in Acilia) ist eine römische Titelkirche.

## Überblick
Die Pfarrgemeinde wurde am 16. Oktober 1954 mit dem Dekret Pontifice Maximo durch Kardinalvikar Clemente Micara gegründet und der Ordensgemeinschaft der Minoriten anvertraut. Mit dem Erlass von Kardinalvikar Camillo Ruini vom 9. Juli 1993 erfolgte eine Neuordnung zum Bistum Rom. Am 21. Februar 2001 folgte die Erhebung zur Titelkirche der römisch-katholischen Kirche durch Papst Johannes Paul II. Namenspatron ist der heilige Franz von Assisi.
Die Kirche befindet sich an der Largo Cesidio da Fossa 18 im Villaggio San Francesco in Roma Capitale.

## Kardinalpriester
- Wilfrid Fox Napier OFM, seit 21. Februar 2001

## Funktion und Titel
- Ordenskirche der Minoriten
- Pfarrkirche der Pfarre San Francesco d’Assisi ad Acilia
- Titelkirche des Wilfrid Fox Kardinal Napier